# Michael Polák
Michael Polák född 1973 tjeckisk programmerare som utvecklade webbläsaren Arachne för DOS och Linux. 1995 började Michael arbeta med DOS TCP/IP. Den 22 december 1996 släpptes Arachne 1.0 beta 2. Michael såg att Arachne behövde en större användarbas än enbart DOS, och den 6 juli 2000 släpptes det även en Linuxversion som använde sig av SVGAlib eller GGI. Den 22 januari 2001 släpptes den sista versionen av Arachne som Michael varit med och arbetat på, 1.70 revision 3. Michael driver sitt företag Arachne Labs vidare, men är inriktade på Linux och webblösningar.